# Scambus monticola
Scambus monticola là một loài tò vò trong họ Ichneumonidae.